# 라야티코
라야티코 (Lajatico) 이탈리아 토스카나주의 피사도에 위치한 코무네 (지방자치단체)이다. 피사에서 남서쪽 약 50 킬로미터 (31 mi), 피사에서 동남쪽 40 킬로미터 (25 mi) 거리에 있다. 라야티코는 해발 100m에서 650m에 이르는 다양한 높이의 구릉 지대에 자리잡고 있고 발데라 계곡의 끝나는 지점과 발 디 체치나로 알려진 계곡이 시작되는 지점을 내려다 보고 있다.
라야티코를 구성하는 마을 (프라치오네) 중 하나인 라스테르차는 위 두 지역 사이의 자연 관문이다. 스테르차강, 에라강, 라고네강 등은 자연 경계를 이루고 있고, 라야티코를 토스카나의 여러 도시와 해안 휴양지에 도달하기에 매우 중심적인 위치로 놓이게 한다. 하지만 라야티코는 테너 안드레아 보첼리의 고향으로 잘 알려져 있다. 테아트로 델 실렌치오에서 매년 열리는 콘서트에는 전세계에서 오는 모든 일들이 참석한다.
라야티코에는 오래된 소규모 중세 마을인 오르차티코, 산조반니디발데르사, 라스테르차 등의 마을들이 존재한다. 또 다른 작은 지역인 스페달레토는 로렌초 데 메디치가 자주 찾던 곳이다. 라야티코는 키안니, 몬테카티니발디체치나, 페촐리, 리파르벨라, 테리촐라, 볼테라 등과 경계를 맞대고 있다.

## 역사
라야티코에서 접미사 '아티코'(atico)는 이곳이 랑고바르드족에서 기원했음 (서기 7세기경)을 암시하나, 최초의 취락은 그보다 훨씬 오래된 것들이다. 고고학적 증거 (장례석, 일부 유골함, 테라코타 항아리 등)는 이곳이 에트루리아 시대 기원을 띠고 있음을 보여준다.
라야티코를 언급한 최초의 문헌은 891년의 것이다. 그때부터 '카스트룸 아야티키' (Castrum Ajatici)는 강력한 귀족 가문 판노키에스키 가문의 영지이었다. 1139년에, 라니에리 판노키에스키 (Ranieri Pannocchieschi)는 라야티코에서 인근 지역까지 해당하는 그의 영지를 볼테라 주교 아디마로 아디마리 (Adimaro Adimari)에게 넘겨주었다. 1161년, 라야티코의 또 다른 일부가 볼테라 주교에게 주어졌으며 1186년 8월의 교황 칙서에 따라 일데브란도 판노키에스키 주교가 정치적 관할권을 인수했다.

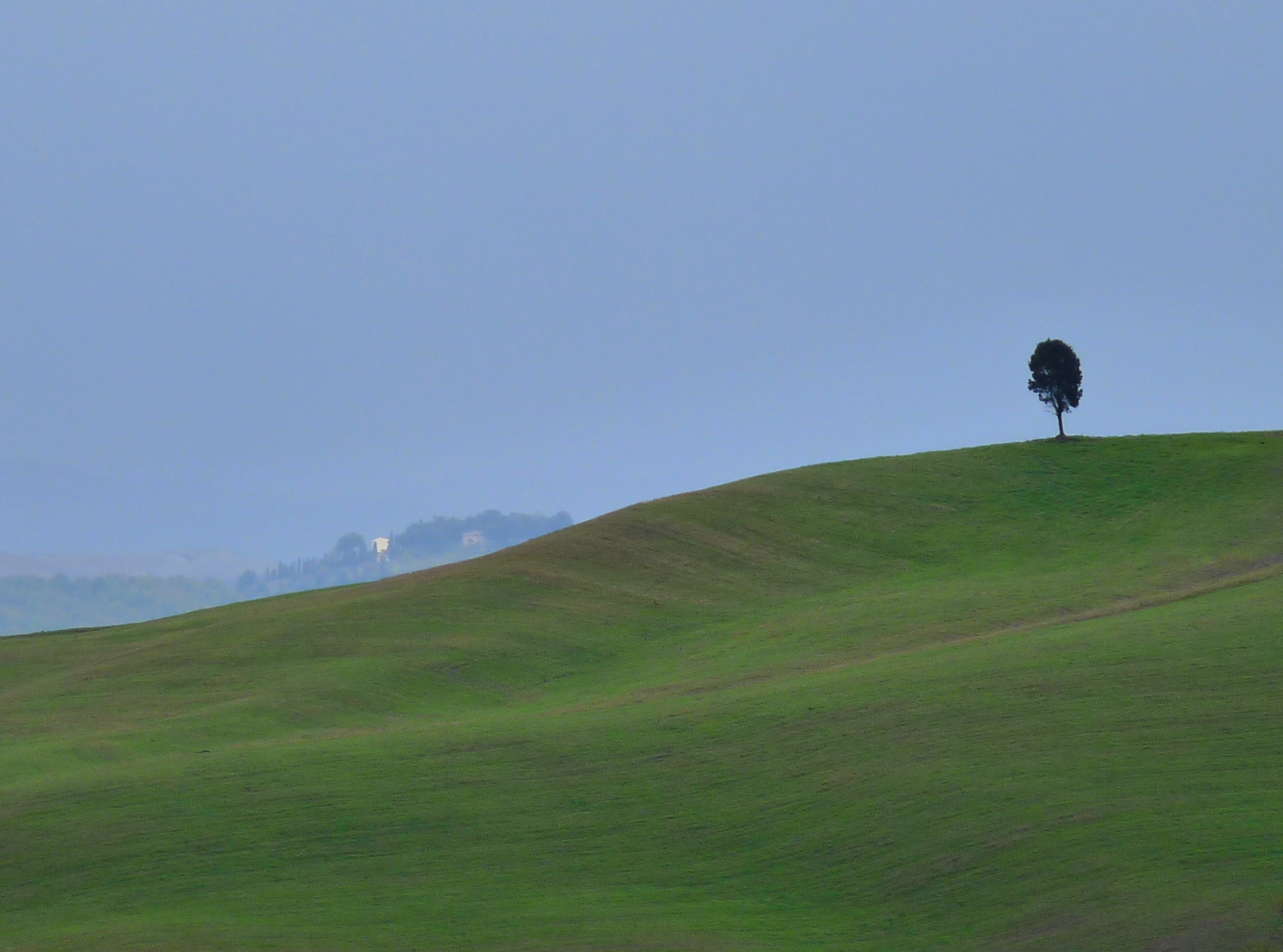
라야티코 외부의 완만한 구릉지

1202년, 라야티코와 볼테라의 일부가 피사의 영향권 하에 있다가 1284년 멜로리아 해전에서 제노바에 패하며 벗어났다. 전쟁이 끝날 때쯤 라야티코는 다시 볼테라 주교에게 귀속되었고, 주교는 이를 오르차티코, 피에트라카시아 및 다른 성들과 함께 피렌체의 관할 아래 두었다. 이후 피렌체는 1293년의 푸체키오 평화조약이 체결될 때까지 이 지역을 지배했다. 피렌체가 일시적으로 라야티코를 차지한 1362년을 제외하고, 피사의 관할 하에 있다가 1406년에 피사의 귀족인 피에트로 가에타니가 그의 고향 땅을 팔고, 라야티코, 오르차티코, 피에트라카시아를 피렌체 측에 넘기기로 결정했다. 1434년, 피렌체인들은 밀라노의 비스콘티가 하에서 콘도티에로로 활동하던 니콜로 피치니노에게 항복한 것에 대한 보복으로서 라야티코의 성벽을 무너트린 것뿐만 아니라 마을들을 둘러싼 탑과 방벽들도 무너트렸다. 1664년, 라야티코 지역과 성이 코르시니 가문의 후작 영지로 주어졌다가 1776년에 오르차티코 지역과 합병되었다. 1869년, 몬테카티니와 볼테라 지역에 속한 영역의 일부를 합병하기도 했다.

## 주요 관광지
- 성 레오나르도 교구 교회 - 1275년에 지어졌으며, 커져가던 신자의 수를 수용하기에는 몹시 작았기 때문에, 19세기 중엽에 두 개 회랑을 지으며 확장되었고, 1925년에는 새로운 파사드가 만들어졌다. 19세기에 들어서야 리보르노 출신 안젤로 델라 발레에 의해 완전히 다시 지어졌다. 1853년 7월에 작업이 시작됐고 1856년 성탄 때 완공되어 문을 열었다. 현재의 형태는 신랑 하나와 두 개 회랑 반원형의 후진을 갖춘 신고전주의 양식의 모습이다. 신랑의 볼트를 떠받치는 기둥들은 이오니아 양식 원주를 한 원통 형태이다. 교회 내부에서, 신랑은 반원형 천장으로 마무리되어 있다. 전쟁으로 파괴되었던 주 재단은 1957년에 완전히 재건되었다. 예수 그리스도와 성모 승천을 나타내는 중앙 볼트의 프레스코는 시에나 출신의 구알티에로 안키니가 1949년에서 1950년 사이에 그린 것이다. 1952년에 Marini 교수가 San Giuseppe를 그렸다. 1965년에 파이프 오르간 (849개 이상의 파이프)가 복원되었다. 게다가, 입구 벽에는 1857년 8월 26일 교황 비오 9세가 이곳을 지나갔다는 문구가 적힌 명판이 있다. 이 외에도, 또 다른 기념물은 그의 시신이 라야티코 교회에 도착해 잠시 머물렀던 순간을 방문객들에게 상기시킨다. 1300년, 교황 우르바노 6세는 제노바에서 페루자로 이동하던 중 수행원과 함께 라야티코에서 하룻밤을 보냈다.[2]
- 성 레오나르도 교회와 가까운 곳에 있는 성 세바스티아노 예배당 - 1520년에 형제회나 교구민들에 의해 기도와 자선 행위를 수행하기 위해 지어졌다. 몇 년 뒤 '빈자들을 위한 병원'이 세워져 1585년까지 운영되었다. 1946년 이래로 전몰자의 예배당으로 알려졌다. 2001년에 이곳의 파사드는 파올로 마이아니에 의해 허물어졌고 부활을 나타내는 'Recupero di memoria'라는 제목의 프레스코가 그려졌다.[2]

라야티코의 전원 지대

- '살라 폴리발렌테' (Sala Polivalente, 다용도 회관) - 성 세바스티아노 예배당 근처에 위치했으며, 귀족들의 예배당 흔적을 포함하고 있다. 2002년에 지자체 소유가 되었고 복원을 거쳐 다용도 회관으로서 시민들에게 개방하고 있다. 라야티코에서 나온 유물들 (유골함, 일부 암포라, 커다란 장례석)으로 이뤄진 소규모 에트루리아 박물관이 건물 내 존재한다.[2]
- 라야티코의 옛 성에 부속되어 있던 종탑과 시계. 1790년에, 당시 라야티코 성의 소유자들이던 고티 가문은 공중 시계를 설치했다. 1791년, 성벽의 일부 보수를 마치고 라야티코의 행정관은 80 에퀴 가격에 종탑 설치 목적의 시계를 구입하기로 결정했다. 볼테라의 도나토 로시에게 해당 작업이 의뢰되었다. 종탑에 대한 그 밖의 작업이 1860년에 이뤄졌다. 1999년에 오래되고 쓰지 않게 된 기계 장비가 제거되어 수리를 마친 뒤 시청에서 전시되고 있다.[2]
- 도시 중심부의 성은 11세기 이전의 것으로 추정된다 (카스트룸 아야티키). 현재, 주 광좡을 바라보는 부분만 남아 있다. 파사드에는 해상 공화국 피사의 상징을 나타내는 문장이 존재한다. 왼쪽에는 피렌체의 백합이 새겨진 방패를 들고 있는 사자가 있다. 입구 위쪽에는 여섯 개 문장으로 둘러싸인 예첨창 두 개가 있으며 이 문장 여섯 개 중 다섯 개는 식별이 되지 않으나, 창문 위쪽에 있는 나머지 한 개는 가에타니 가문의 문장으로 보이는 독수리를 나타내고 있다.[2] 작은 입구에는, 피사 공화국과 피렌체 간의 전투와 관련된 장면이 세 개 돌로 새겨져 있다. 피에트로 가에타니는 라야티코 성을 피렌체인들에게 1405년에 매각하였고, 1434년에 피렌체인들은 보복 목적으로 성탑과 성벽을 무너트렸다. 성의 오른쪽에는 종탑이 존재한다. 그곳에서 고티 레가의 궁전이 발굴되었다.
- 한때 감옥으로 쓰인 성탑. 많은 변화들이 있었으며 19세기에 라야티코의 청사로 쓰다가 민간 건물이 되었다. 12세기에 지어진 이 건물에는 라야티코의 여러 영주들의 문장들을 여전히 볼 수 있다.[2]

- 빌라 디 스페달레토
- 샘 (The Fonti) 라야티코 성의 핵심 식수원이었다. 많이 사용된 탓에, 1783년에, 곤팔로니에르 오타비오 고티는 동물들을 위한 여물통과 공중 세탁용으로 사용할 수 있는 몇몇 욕장을 만들기 위해 그것들을 확장하기로 결정했다. 본래, 나무 지붕과 곡선형 기와로 덮여 있었으나, 이후 파괴되었다.[5]

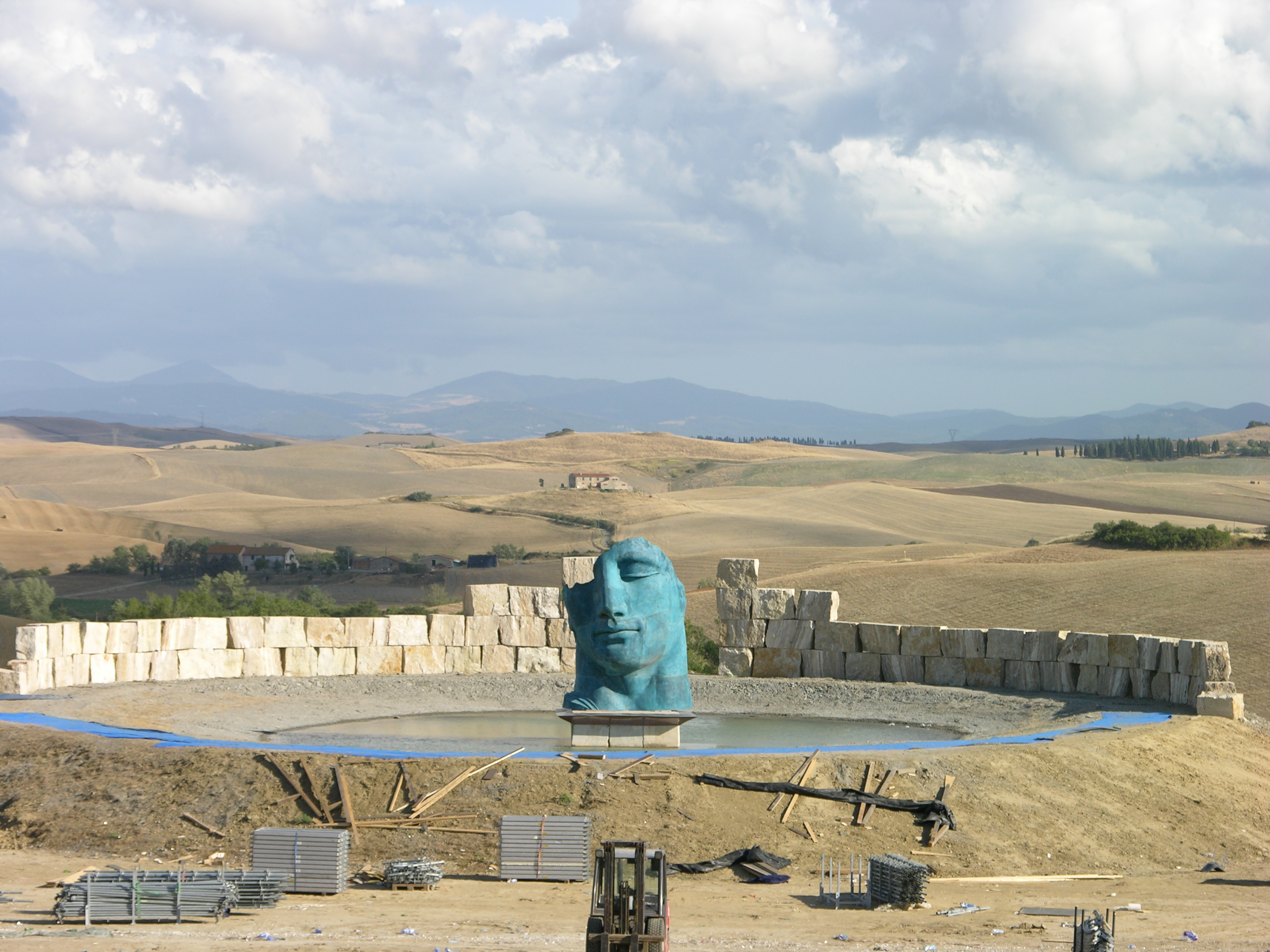
안드레아 보첼리의 테아트로 델 실렌치오

- 시립 극장은 19세기 후반 'Società per l’educazione delPopolo' 의해 세워졌다. 단순한 장방형 구조로, 나무 무대와 깊이 7미터(23피트) 무대를 갖추고 있다. 제2차 세계대전 동안 모든 활동이 중단되어 창고로 사용되었다. 1958년에서 1960년 사이에 부분적으로 복원된 후 영화관으로 사용되었다. 1996년 시청이 이를 매입하여 완전히 복원했으며, 독특한 장식과 장식을 더해 아름답게 꾸몄다.[5]
- 테아트로 델 실렌치오 (침묵의 극장)은 라야티코 구릉 지대에 형성된 자연 극장이다. 이곳의 명예 회장인 안드레아 보첼리는 매년 7월마다 정기 공연을 하고 있으며 나머지 기간에는 침묵 상태로 남아 있다. 조그만 호수가 석회암 블록으로 둘러싸여 있다. 호수의 중심부에는 이고르 미토라이 및 아르날도 포모도로 등의 예술가들의 작품들이 위치해 있다.[6]

## 주요 인물
- 안드레아 보첼리 - 이곳에서 태어나고 자란 가수
- 이블린 마이어 - 테니스 선수
- 줄리아 마이어 - 테니스 선수